# Шахгильдян, Ваган Петрович
Ваган Петрович (Ваган Пирумович, Василий Петрович) Шахгильдян (1901—1938) — советский партийный и государственный деятель.

## Биография
Родился в 1901 году в городе Шуша Елизаветпольской губернии.
Член ВКП(б) с марта 1917 года. В 1917—1918 годах член Шушинского городского комитета РСДРП(б); в 1919—1920 годах — инструктор, секретарь, председатель Эриванского подпольного областного комитета РКП(б). В 1920 году был арестован, в 1921 году освобождён. С 1921 года — заведующий Организационным отделом ЦК КП(б) Армении. В 1923 году в Москве окончил Коммунистический университет имени Я. М. Свердлова.
В 1923—1925 годах В. П. Шахгильдян работал заведующим орготделом Краснопресненского райкома РКП(б) города Москвы, затем был секретарём райкома в Ярославле и заведующим орготделом Ярославского губкома ВКП(б).
В 1928 году переведён на Урал, где работал инструктором обкома. В 1929—1930 годах ответственный секретарь Верхне-Камского окружкома ВКП(б), в 1930—1933 годах секретарь Березниковского райкома ВКП(б). С 1933 года Ваган Петрович работал на Пермской железной дороге: был начальником политотдела дороги, затем с 1935 года — начальником дороги.
Был награждён орденами Ленина (27.12.1933, за выдающиеся заслуги по организации партийно-массовой работы на строительстве Березниковского химического комбината комбината, обеспечившей успешное освоение сложного оборудования и достижение проектных показателей) и Трудового Красного Знамени (04.04.1936, за перевыполнение государственного плана железнодорожных перевозок 1935 года и 1 квартала 1936 года, за достигнутые успехи в деле лучшего использования технических средств железнодорожного транспорта и его предприятий).
Арестован 11 августа 1937 года, обвинён в участии в контрреволюционной террористической организации и по приговору Военной коллегии Верховного суда СССР был расстрелян 10 мая 1938 года Был похоронен в Бутово-Коммунарке.
Ваган Петрович Шахгильдян был женат на Днепровой Нине Марковне — директоре Института марксизма-ленинизма в Свердловске. Оба их сына: Иосиф и Ваган — стали учёными.